# 세르게이 파레이코
세르게이 파레이코(1977년 12월 31일~)는 에스토니아의 전 골키퍼이다.

## 경력
- 1992~1993 Vigri Tallinn (에스토니아)
- 1993~1997 Tallinna Sadam (에스토니아)
- 1998~1999 AS 카살레 칼초 (이탈리아)
- 1999~2000 FC 레바디아 탈린 (에스토니아)
- 2001~2004 FC 로토르 볼고그라드 (러시아)
- 2005~2010 FC 톰 톰스크 (러시아)
- 2011 비스와 크라쿠프 (폴란드) 현 소속